# Topazio (telenovela)
Topazio (Topacio) è una telenovela venezuelana trasmessa da Radio Caracas Televisión nel 1984. In Italia è andata in onda su Rete 4 nella stagione televisiva 1989-1990.

## Descrizione
La telenovela è il remake di una produzione venezuelana del 1970, dal titolo di Esmeralda, interpretata da Lupita Ferrer e Josè Bardina di 597 episodi, ed è a sua volta stata la base di tre ulteriori remake, due intitolati Esmeralda: una produzione messicana del 1997 con protagonisti Leticia Calderón e Fernando Colunga, e una brasiliana del 2004, inedita in Italia e sin tu mirada del 2017.
Protagonista della telenovela è l'attrice venezuelana Grecia Colmenares, affiancata da Víctor Cámara e Henry Zakka, all'epoca suo marito nella vita reale.
In Italia è andata in onda su Rete 4 dal novembre 1989 al luglio 1990, ottenendo un grande successo e ascolti altissimi: una media di 4.000.000 di telespettatori per pomeriggio e superando i 5.000.000 nel mese di luglio, quando vennero trasmesse in prima serata le ultime puntate. Nel 1990 il serial vinse il Telegatto come Miglior telenovela.

## Trama
La telenovela racconta le vicende di due bambini, nati durante la stessa notte di tempesta, uno in una povera capanna e l'altro nella ricca villa dei signori Sandoval, in una cittadina dello Stato venezuelano di Guárico. Domitilla, un'ostetrica del paese, dopo aver fatto venire alla luce un maschietto forte e sano, figlio di contadini suoi amici, ma già orfano (il padre era morto sul lavoro qualche giorno prima, la madre è morta di parto), è chiamata ad assistere la signora Bianca Sandoval che sta a sua volta partorendo, ma la bambina nasce apparentemente già morta. 
Spaventata dalla prospettiva che il padrone, Don Aurelio, avrebbe ripudiato sua moglie per aver dato alla luce una bambina senza vita, quando lui, invece, avrebbe accettato solamente un figlio maschio, mossa dalle più buone intenzioni, e d'accordo con la signora Laura, governante di casa Sandoval, scambia i bambini nelle culle, così da dare una famiglia al povero orfanello; effettuato lo scambio, riferisce al padrone che il suo bambino, nato maschio, è forte e sano. Ritorna poi alla sua capanna, portando con sé il corpo senza vita della bambina che, dopo qualche ora, miracolosamente, inizia a piangere con un filo di fiato. Domitilla, spaventata, non sa come potrebbe reagire Don Aurelio e, oltretutto, si accorge che la bambina è cieca e che probabilmente non sopravviverà. Decide così di tacere, non sapendo, invece, che quella bambina vincerà la sua battaglia sulla morte.
Passano gli anni e lo scambio delle culle è rimasto segreto per tutti, ad eccezione di Laura, Domitilla e della signora Bianca, alla quale Laura ha confidato la verità quando non ha più trovato i propri orecchini di topazio, gli stessi che Laura aveva consegnato a Domitilla come ricompensa in cambio del suo silenzio. Infatti, proprio i topazi degli orecchini hanno dato il nome a quella che ormai è diventata una bellissima e dolce ragazza, Topazio, che è rimasta cieca, ma dotata di un forte senso di orientamento e percezione del mondo, molto più acuto di chi possiede il dono della vista.
Anche Gianluigi è cresciuto: è diventato medico, e, come da decisione familiari mai contrastate, è fidanzato con la propria cugina Jolanda, figlia del defunto fratello del padre, e decide di trascorrere un periodo di vacanza in quella fattoria che non fu più abitata dal giorno della sua nascita.
Durante una passeggiata nei boschi, incontra così Topazio e ne rimane profondamente affascinato, tanto da mettere a repentaglio il suo fidanzamento con Jolanda e far accorrere in campagna anche lei e la madre, la zia Edda. L'amore tra i due ragazzi è chiaramente contrastato inizialmente da:
- Don Aurelio, che non conosce la verità e crede che quella ragazza non sia altro che una povera contadina, ignorante e cieca;
- Martino Buitriaco, l'ex medico del paese, vero e proprio orco, sfigurato in viso per essersi ustionato salvando la vita di Topazio bambina e che da quel momento la considera come di sua proprietà, negandole anche la possibilità di un'operazione agli occhi che le avrebbe potuto ridare la vista;
- Edda, la zia di Gianluigi, la quale era intenzionata a far sposare Jolanda con il nipote per puntare all'ingente patrimonio dei Sandoval, dal momento che lei e i suoi figli, con la loro vita dissoluta e dedita ai lussi, avevano già dilapidato la parte di patrimonio del defunto marito, fratello di Don Aurelio

La stessa Jolanda, però, se in un primo momento si mostra stizzita dalla presenza di Topazio, successivamente inizierà ad ignorarla, per via dell'incontro, e della conseguente infatuazione, con Ennio Montero, il figlio del fattore.
Gianluigi, però, è determinato a far valere il suo amore e fa visitare Topazio dal Dr. Daniele Andrade, un oculista della capitale nonché suo carissimo amico, il quale le diagnostica una cataratta congenita e le assicura che, con un normale ma al tempo stesso delicato intervento per inserirle una lente intraoculare, potrà iniziare a vedere; Gianluigi quindi, prospettandole un roseo futuro, la sposa in gran segreto, trascorrendo con lei una meravigliosa notte d'amore. Il giorno dopo essere tornato in campagna, riparte per Caracas, per andare a cercare la casa dove avrebbero abitato, ma, preoccupato dalla presenza ingombrante di Martino Buitriaco, che Topazio ha sempre venerato come un maestro ed ammirato come un padre, essendo all'oscuro delle sue intenzioni, porta Topazio a casa propria, di nascosto dal padre in viaggio d'affari in Uruguay, consegnandola alle cure della madre e di Laura.
Don Aurelio, però, rientra in anticipo dal suo viaggio, trova Topazio in casa propria e la trascina via, senza rivelare a nessuno il luogo dove ha portato la ragazza; si mobilitano tutti, quindi, alla sua ricerca senza riuscire a trovarla. Quando Gianluigi rientra alla fattoria, venuto a scoprire la cosa, innesca una furibonda lite con il padre, nella quale rivela il proprio matrimonio. Laura e Domitilla a quel punto, non potendo più tacere la verità, rivelano a Don Aurelio cosa successe quella notte di oltre vent'anni prima; Don Aurelio, sconvolto dalla notizia, confida allora di aver portato Topazio a casa di Martino Buitriaco; Gianluigi correrà subito a prenderla per ricondurla in casa propria e dare modo anche a lei di conoscere la sconvolgente verità.
Tutto sembra essere tornato a posto ma Topazio inizia ad accusare degli strani malesseri che, una volta capitane la ragione, la fanno fuggire di casa. Gianluigi è confuso, cerca di parlare ma lei è sempre più strana poi, ad un certo punto, gli rivela di essere incinta ma di non essere sicura che lui sia il padre; non sa, infatti, raccontargli cosa sia successo durante quella notte trascorsa a casa di Martino, quando lui si è fatto avanti, rivelandole anche la propria deformità, e nella quale lei svenne. Gianluigi, infuriato, si precipita in casa di Martino per farsi giustizia personale, ma lo trova a letto colto da un infarto e, soddisfatto per quella che, apparentemente per lui, è la punizione divina per il male cagionato, desiste nei suoi propositi di vendetta; tornando alla capanna, inizia però a provare sentimenti contrastanti, dato che vorrebbe continuare a costruire la propria vita insieme alla moglie, ma su una cosa è sicuro di non cedere: pur nel dubbio, non vuole quel bambino che gli farebbe ricordare quella brutta esperienza.
Topazio non accetta e alla scelta impostagli dal marito, predilige la creatura che porta in grembo, così, di nascosto, parte alla volta di Caracas, aiutata da Domitilla, ma, appena giunta nella capitale, si sente male e viene trasportata in un ospedale di suore; il suo bambino è in pericolo ma i medici riescono a salvarlo.
Nel frattempo anche la famiglia Sandoval torna in città: Gianluigi inizia a lavorare in un ospedale, rimandando il progetto familiare di apertura di un ambulatorio privato, Aurelio cerca di camuffare il proprio turbamento mentre Bianca tenta, in tutti modi, di ritrovare la figlia persa di nuovo. La fortuna aiuta però la donna che le fa incontrare nuovamente Topazio presso le suore che tanto l'avevano aiutata, e, finalmente, madre e figlia si avvicinano.
Se da un lato, però, le cose migliorano, dall'altro sembrano sempre andare peggio: tutti i tentativi che sono stati fatti da Bianca e Laura, per cercare di far riconciliare Topazio e Gianluigi sono stati vani perché il ragazzo continua a rinnegare il figlio di Topazio; addirittura Gianluigi arriva a far chiedere l'annullamento del suo matrimonio con lei, spalleggiato da Aurelio che continua a considerare solo Gianluigi come proprio figlio, continuando a mostrare indifferenza nei riguardi di Topazio, che infatti fa promettere alla madre di non rivelare nulla in famiglia circa la propria imminente operazione agli occhi, concordata con il Dr. Andrade.
Così Daniele Andrade opera Topazio, le restituisce la vista e, mosso da un profondo sentimento, la porta a casa propria affinché la propria madre le insegni a leggere e scrivere. Durante la sua assenza da casa, la signora Bianca aveva preso l'abitudine di prendere con sé il nipote Maurizio e di portarlo in casa Sandoval, per cercare di incidere la dura scorza del marito; riesce nell'intento, ma proprio il giorno in cui Topazio rincasa in anticipo e non trova il bambino: da quel giorno a Bianca sarà concesso di vedere il bambino solo presso l'alloggio di Topazio e non altrove. Aurelio, che però si era abituato a trovare il nipotino in casa propria, pur cercando di mascherare l'affetto che provava, va a cercare Topazio per invitarla a lasciare che il bambino frequentasse la sua casa; l'uomo era convinto che la figlia fosse ancora cieca così, pur usando parole dure, si sorprende e viene sorpreso mentre cerca di dare un bacio al nipotino. Topazio a quel punto, in cuor suo soddisfatta della cosa e divertita dalla scena, gli rivela commossa di non essere più cieca, lo chiama papà per la prima volta e lo perdona di tutto il male che le ha fatto accettando di frequentare la sua casa, insieme al piccolo Maurizio.
Durante quei giorni pieni di emozioni, per volere di Daniele, innamorato di lei ma pronto a farsi da parte nel caso ci fossero possibilità di una riconciliazione tra Topazio ed il suo amico, si ritrova impiegata presso lo stesso ospedale dove lavora Gianluigi, ora fidanzato con la fredda e subdola Valeria, figlia del Prof. Rangel, un chirurgo plastico con il quale Gianluigi stringe una forte collaborazione; la stessa Valeria non esiterà a mettersi totalmente a disposizione di Martino Buitriaco, amico di vecchia data del prof. Rangel, per invitarlo a Caracas affinché possa intraprendere un'azione legale contro Topazio per il riconoscimento di suo figlio Maurizio, così da allontanare decisamente Gianluigi da lui e da Topazio.
Il caso vuole, poi, che Gianluigi stesso incontra e assiste Maurizio, finito in ospedale dopo un banale incidente domestico e soccorso proprio dal giovane; in quella sede, inconsapevole dell'identità del bambino piangente, inizia a coccolarlo fino a quando Topazio, allarmata della salute del suo bambino, ma inconsapevole che sia proprio Gianluigi a curarlo, irrompe nel suo ambulatorio rivelando quindi l'identità del bambino; successivamente, in altre occasioni, Gianluigi, sconvolto dalla conoscenza, ma spinto dalla curiosità, inizia a cercare segni di somiglianza nel bambino. Le cose sembrano migliorare leggermente tra i due, ma inaspettatamente arriva in città Martino Buitriaco, il quale, in virtù della vecchia amicizia con il Dr. Rangel, viene calorosamente accolto da Valeria ed ospitato, all'insaputa di Gianluigi, proprio in casa della stessa.
Martino, che si rende conto anche che ora Topazio ha recuperato la vista, vuole operarsi al volto per eliminare la sua mostruosa cicatrice, nonostante il parere contrario del medico; mentre da un lato, grazie alle informazioni di Valeria e alla complicità di Edda, inizia ad appostarsi più volte nei paraggi della pensione dove vive Topazio, per incontrarla e magari parlarle, nel frattempo pensa bene di avviare l'azione legale, per reclamare la paternità di Maurizio, affidandosi al sedicente avvocato Machado, un uomo senza scrupoli, in realtà esercente abusivo della professione, il quale, mentre da un lato non esiterà a ricorrere anche a mezzi illeciti per imporre una visione distorta della realtà, dall'altro non lesina congrue richieste di denaro a Martino per "ungere" testimoni e funzionari, facendo sprofondare Topazio in un profondo stato di prostrazione; questa situazione provocherà un nuovo e brusco dietro-front nell'atteggiamento di Gianluigi, indotto anche da Valeria, che stava quasi convincendosi che quel bambino potesse essere figlio suo, così da reclamarle la paternità, dato che il bambino non è ancora registrato all'anagrafe. Topazio, molto amareggiata, decide di fidanzarsi ufficialmente con Daniele e, con il suo continuo appoggio morale, inizia a contrastare, con le risorse sue e della sua famiglia, tutti gli attacchi dell'avvocato Machado e, quindi, di Martino; questi intanto, dopo l'operazione portata brillantemente a termine proprio da Gianluigi a causa del sopravvenuto malore del padre di Valeria, sembra riprendersi alla perfezione, ma un nuovo, devastante infarto, gli fa capire che la sua vita è giunta ormai al termine; chiede quindi un incontro urgente al suo capezzale con Gianluigi, al quale rivela, in punto di morte, che, quella notte di cui Topazio non ricorda nulla, lui non la violò in alcun modo, avendone tuttavia sempre avuto una grande devozione e rispetto, con la conseguenza, quindi, che Maurizio è in realtà il figlio dell'amore tra i due ragazzi; quasi contemporaneamente alla scomparsa di Martino, l'avvocato Machado viene arrestato e messo dinanzi alle proprie responsabilità, facendo pertanto cadere tutto il castello di documenti falsi e, quindi, facendo tirare un profondo respiro di sollievo alla famiglia Sandoval.
Intanto, Gianluigi, in preda ai sensi di colpa, ora vuole a tutti i costi riconquistare Topazio e ricominciare con lei e con il figlio una nuova vita insieme; se da un lato, però, c'è Topazio che non vuole, perché è ormai fidanzata con Daniele, che non ama ma verso il quale nutre una profonda gratitudine, dall'altro vi è Valeria ostinatamente intenta più di prima a far valere le proprie intenzioni verso Gianluigi, oramai suo unico appoggio dopo la scomparsa del padre. Ciononostante, Gianluigi comincia a frequentare il figlio all'insaputa sia di Valeria che di Topazio, ma con la complicità sia dei familiari che di Domitilla e della proprietaria della pensione Paola, affezionandosi sempre di più al bambino e soffrendo profondamente per la separazione tra lui e Topazio.
Intanto Edda, che dopo sia la morte della figlia Jolanda, avvelenatasi forse inconsapevolmente con dei calmanti che assumeva per sopportare sia il dolore della perdita di Ennio (che accorre al suo capezzale proprio il giorno del suo matrimonio), che il male che la madre le infliggeva da sempre, e profondamente rattristata dalla fuga dell'altro suo figlio Carlo con la fidanzata, si è redenta dalla cattiveria che prima la caratterizzava, in un impeto di profonda sincerità verso la famiglia Sandoval, confessa dapprima a Bianca, e successivamente a Topazio, di aver aiutato Valeria nei suoi intrighi, dandole tutte le informazioni da far recapitare a Martino affinché tormentasse Topazio in ospedale e a casa sua, in modo da potersi vendicare del mancato matrimonio tra Jolanda e Gianluigi; compreso il sentimento di sincero pentimento di Edda, sia Bianca che Topazio la perdoneranno, rinnovandole l'ospitalità in casa loro e abbracciandola nel calore della famiglia vicina nel dolore per la tragica perdita di Jolanda.
Anche Topazio però soffre per la lontananza dal suo amato, ma non riesce a lasciare il giusto e buono Daniele, l'unica persona che le ha donato un amore incondizionato; rimane, inoltre, profondamente turbata nello scoprire che Gianluigi ha frequentato di nascosto Maurizio, perché questo voleva dire farlo soffrire ancor di più, portandoglielo via. Nel frattempo è tutto pronto per il matrimonio di Topazio e Daniele, manca solo la firma di Gianluigi su un documento che sancirà il definitivo annullamento del matrimonio con Topazio; Gianluigi, sempre preso dai sensi di colpa, inizia ad avere dei piccoli annebbiamenti alla vista, ma ciò non gli impedisce di andare a curare nuovamente il bambino per una febbre improvvisa; quando è sicuro della buona salute del bambino, dà il definitivo addio a Topazio ed al bambino e si reca dall'avvocato Estrada per sottoscrivere quel documento che cancellerà per sempre il suo amore verso la ragazza; poco prima di firmare, però, ha un malore che lo rende cieco. Avvisato tempestivamente Don Aurelio della cosa, questi si precipita in soccorso al figlio; nello stesso momento, arriva anche Daniele Andrade che, resosi conto della situazione, non esita, correttamente e da buon professionista qual è, di visitare Gianluigi; trovatolo però sano e presumendo che la sua cecità altro non è che un pretesto per non firmare il documento, si scontra verbalmente con il suo futuro suocero, sdegnato da una tale illazione; tornato a casa accompagnato da Don Aurelio, Gianluigi decide di rimanere da solo a meditare su tutta questa vicenda; nel frattempo, Daniele, mortificato per il diverbio avuto con Don Aurelio, in un estremo tentativo per chiarire che la cecità di Gianluigi era solo di natura psicologica e non fisica, si reca in casa dei Sandoval dove incontra la famiglia Sandoval riunita nel dolore per il nuovo avvenimento, con Topazio, visibilmente tesa e contrariata dal fatto che Daniele abbia potuto mettere in dubbio la sincerità e la buona fede di Gianluigi, e Don Aurelio che non esita a rinnovare la sua ostilità verso di lui e deciso a far visitare il figlio presso un altro specialista.
Intanto arriva quello che avrebbe dovuto essere il giorno del matrimonio di Topazio e Daniele; chiuso tra le pareti di casa sua e tra i suoi sensi di colpa, Gianluigi è ignaro che Topazio e Daniele hanno nuovamente rinviato le nozze; qui, assistito da Laura, arriva Valeria a fargli visita, ma trova Edda, venuta a far visita a Gianluigi, che, profondamente cambiata, le sbarra la strada iniziando a litigare animatamente con lei e rinfacciandole ad alta voce tutte le trame che aveva ordito, dando così anche la possibilità a Gianluigi, a letto nella stanza accanto, di poter ascoltare chiaramente la discussione tra le due donne, affinché si rendesse finalmente conto che Valeria, servendosi della stessa Edda, è stata sempre complice di Martino Buitriaco dal primo all'ultimo giorno, complottando perfidamente alle spalle sia di Topazio che di Gianluigi stesso e della sua famiglia.
Dopo aver cacciato risolutamente e definitivamente dalla sua casa, e dalla sua vita, la sua ex fidanzata, che per la rabbia romperà una cornice con una foto di Topazio e del figlio, e rattristato anche della scomparsa di sua cugina Jolanda, decide di partire per rifugiarsi nella fattoria di famiglia in campagna, in compagnia soltanto di Laura e dei ricordi che quei luoghi suscitavano in lui, ma confortato anche dalla presenza di Giuliano e dal calore della famiglia di Ennio e del fattore Camillo che, nel frattempo, erano tornati nella loro terra dopo che lo stesso Ennio si era felicemente sposato con Maria, la figlia dei proprietari della pensione in cui viveva insieme a Topazio e °Domitilla. Intanto Daniele assiste, non visto, ad un pianto di Topazio e improvvisamente capisce che lei è ancora profondamente innamorata di Gianluigi, rendendosi conto che "in un minuto possono succedere molte cose"; dopo una lunga riflessione, dopo aver detto addio per sempre al piccolo Maurizio, la lascia libera di tornare da Gianluigi e di formare con lui e il figlio una nuova famiglia.
Topazio, incredula per la rottura con il fidanzato, ma anche impaziente di ritornare tra le braccia di colui che ha sempre amato, parte per tornare in campagna, mentre Valeria, appresa la notizia della rottura della relazione tra Daniele e Topazio dai pettegolezzi con cui è sempre vissuta, si reca sfacciatamente a casa di Daniele credendo di dovergli e potergli dare una parola di conforto, ma qui si rende non solo conto che Daniele, contrariamente a lei, è sereno, fiero ed in pace con sé stesso per la scelta fatta, ma davanti alla sua freddezza, non riesce a nascondere un senso di fastidio e stizza nei riguardi di Valeria, unitamente ad un pizzico di soddisfazione personale per la diversa gestione della sua vita sentimentale.
Giunta intanto alla Taparita, Topazio, con lo stupore di Giuliano, rivede Gianluigi dapprima in chiesa; qui, senza rivelare la sua presenza, si prodiga per bagnagli una mano con l'acqua santa allo stesso modo in cui Gianluigi fece con lei quando era ancora cieca; tornata a casa di Camillo, finalmente, decide di riabbracciarlo tra i resti di quella che era la capanna dove lei viveva con Domitilla; in un'atmosfera surreale, condita dall'inconsapevolezza di Gianluigi e dal mistero dell'insolita passeggiata con Giuliano, i due ragazzi si rincontrano; Gianluigi è ancora incredulo nel sentire la voce appassionata della sua amata, ma i due si chiariscono e, per fugare definitivamente tutti i suoi sensi di colpa e suoi dubbi, lei lo abbraccia e lo bacia appassionatamente; l'indomani, dopo aver trascorso la notte con Topazio nella fattoria dei Sandoval, finalmente la famiglia si riunisce al completo, insieme alla famiglia Montero; in quest'atmosfera di grande felicità, Gianluigi, ormai felice e rilassato, riacquista di nuovo la vista, guarendo da quella che era una cecità di natura isterica, così come precedentemente affermato da Daniele Andrade, e dovuta proprio al peso che si portava dietro a causa degli sbagli compiuti.
Topazio e Gianluigi, quindi, si sposano nuovamente e partono felici per la luna di miele; giunti a Caracas, all'insaputa di Topazio, Gianluigi, sentendosi in debito verso Daniele Andrade, si recherà personalmente a casa sua sia per complimentarsi per la sua esatta diagnosi della sua cecità, che per ringraziarlo sinceramente del suo nobile gesto, per il quale è stata possibile la riconciliazione con Topazio, avendo adesso la certezza di aver anche ritrovato un grande amico.

## Personaggi e interpreti

### Personaggi principali
- Topazio (Grecia Colmenares): è una ragazza, in origine cieca; è in realtà la vera figlia dei Sandoval; viene creduta morta alla nascita, dalle levatrici e, pertanto, scambiata con Gianluigi; cresciuta in campagna, nella quale riesce a orientarsi grazie al suo udito, si incontrerà casualmente con lo stesso Gianluigi al quale si legherà sentimentalmente, sposandolo in segreto.
- Dr. Gianluigi Sandoval (Víctor Cámara): figlio di poveri contadini, nasce la stessa notte in cui anche Topazio, creduta morta, viene alla luce; pertanto viene scambiato con lei ed affidato ai Sandoval i quali, ignari della cosa, lo cresceranno come un figlio, facendolo laureare in medicina; essendo unico figlio maschio della famiglia, è considerato l'erede universale dell'immensa fortuna del padre e promesso in sposo a sua cugina Jolanda; si innamorerà perdutamente di Topazio, sposandola all'insaputa del padre;
- Dr. Daniele Andrade (Henry Zakka): autorevole specialista di chirurgia oftalmica e amico di vecchia data di Gianluigi; dopo la separazione di quest'ultimo da Topazio, effettuerà l'intervento che le darà la vista e si innamorerà di lei causando la rottura dell'antica amicizia con Gianluigi.
- Laura e Domitilla (Mamma Tilla) (Mahuampi Acosta e Amalia Pérez Díaz): sono le donne che aiuteranno a far nascere Gianluigi e Topazio, custodi del segreto dello scambio. Vedranno crescere i due ragazzi diventando per entrambi delle seconde madri.
- Aurelio Sandoval (Carlos Márquez): è un ricco imprenditore venezuelano, orgoglioso della sua posizione sociale e dai modi molto spicci e rudi, ma che servono da scudo per il suo buon cuore. Scopre in seguito di esser il padre naturale di Topazio.
- Bianca Sandoval (Cecilia Villarreal): è la moglie di Aurelio, donna sensibile e dai modi garbati ed eleganti; come il marito, scoprirà successivamente che in realtà Topazio, sua vera figlia, non era morta alla nascita, ma viva e con lo stesso temperamento tipico dei Sandoval; non smetterà mai di assecondare la figlia in ogni sua decisione.
- Edda (Chony Fuentes): è la moglie del defunto fratello di Aurelio; donna ambiziosa ed arrivista, avendo dilapidato la quota della fortuna del defunto marito, non esiterà a sacrificare la figlia Jolanda pur di soddisfare la sua cupidigia dettata dalla sua ambizione ad essere membra del jet-set; tramerà anche contro Topazio, con la complicità di Valeria, ma verso la fine, con la dolorosa presa di coscienza di essere stata lei a causare la morte della figlia, si redimerà cercando di far riavvicinare Topazio a Gianluigi. Ha anche un figlio maschio, Carlo, con cui riallaccerà i rapporti, dopo un periodo molto difficile..
- Jolanda (Jeannette Rodriguez): è la figlia di Edda; già promessa in sposa a Gianluigi, scoprirà di essere in realtà innamorata di Ennio, il figlio del fattore della tenuta di suo zio, al quale si legherà morbosamente fino ad ammalarsi di nervi; osteggiata anche dalla perfida madre oltre ogni limite e incapace di accettare il nuovo e sincero amore di Ennio per Maria, morirà per un avvelenamento da psicofarmaci, proprio tra le braccia del suo amato.

### Personaggi secondari
- Valeria (Nohely Arteaga): è figlia di un noto chirurgo plastico, con cui collaborerà lo stesso Gianluigi con il quale si legherà sentimentalmente; donna molto fredda, scaltra e senza scrupoli, non esiterà a ricorrere ai mezzi più crudeli per colpire Topazio, spalleggiata da Edda.
- Ennio (Pedro Lander): è il figlio del fattore della tenuta dei Sandoval, esperto mandriano come il padre; si innamorerà, ricambiato, di Jolanda, arrivando anche a seguirla fino a Caracas pur di sposarla; dopo varie vicissitudini e forti delusioni derivanti dall'ambizione e l'egoismo di Jolanda, istigata dalla madre, la ripudierà, confortato da Maria della quale si innamorerà.
- Maria (Zulema Gonzalez): è la figlia dei proprietari della pensione ove si recherà Topazio al suo arrivo a Caracas; è una ragazza semplice e molto dolce che si innamorerà di Ennio, già deluso dai comportamenti di Jolanda, conquistando il cuore del giovane e coronando, non senza difficoltà, il loro matrimonio
- Violetta (Lourdes Valera): sorella di Ennio, è la classica sorella dolce e disponibile, ma sa essere anche una buona consigliera per Topazio (a cui la lega una forte amicizia) e per il fratello.
- Camillo (Carlos Villamizar): padre di Ennio e Violetta
- Franco (Arturo Calderón): guardiano del cimitero de "La Taparita", è anche lui a conoscenza del segreto dell'identità di Topazio e Gianluigi; persona saggia e dai modi garbati
- Dr. Martino Buitriaco (Alberto Marín): è il medico del paese dove è cresciuta Topazio; quando lei era piccola la salverà dall'incendio della capanna dove lei viveva, rimanendo sfigurato al volto; per questo considererà Topazio di sua proprietà, arrivando a torturarla, grazie anche alla complicità di Valeria; morirà di infarto, non prima, però, di aver rivelato la verità a Gianluigi sulla paternità del figlio di Topazio
- Mara  (Olga Rojas): donna di etnia indios, esperta di magia nera, è l'assistente del Dr. Buitriaco, a cui è stata legata sentimentalmente. Piena di rabbia verso Topazio, per la quale Martino l'ha ripudiata, e incapace di accettare la morte del suo amato, sceglierà tragicamente di suicidarsi immergendosi tra i piranha del fiume nella foresta in cui viveva inizialmente lavorando per Martino (puntata n. 184 in Italia).
- Giuliano (Carlos Cámara Jr.): è un ragazzo svitato, ingenuo e analfabeta, che considera Topazio la "sua regina".
- Carmen Giulia (Ileana Jacket): è l'infermiera di fiducia sia di Gianluigi che di Daniele Andrade presso l'ospedale di Caracas; è sempre presente a tutti gli interventi di entrambi i medici, incluso l'intervento per ridare la vista a Topazio; è anche la migliore confidente sia di Topazio che di entrambi i dottori, che non lesina a impartire consigli per porre la soluzione a tutta la vicenda.

## Colonna sonora
La sigla italiana è la canzone Piccola e fragile di Drupi cantata nel 1989 e incisa dalla Five Record, in una nuova versione rispetto alla versione originale del 1974, mentre le musiche della versione italiana portano la firma di Stelvio Cipriani.
La sigla spagnola, invece, è "Que por qué te quiero", cantata da Carlos Mata.

## Curiosità
- Rispetto alla versione originale venezuelana, la versione italiana, in ogni puntata, effettua un riepilogo della parte finale della puntata precedente, per un totale di circa 12 min.; per questo motivo, il numero di puntate della versione italiana, è salito a 187 contro le 181 della versione originale;
- Durante un'intervista condotta dalla giornalista Patrizia Rossetti, durante una puntata della trasmissione Buon Pomeriggio, andata in onda su Rete4, Grecia Colmenares, ospite d'eccezione della trasmissione, riferì che le prime riprese a dover essere effettuate furono quelle del matrimonio di Maria, per via della gravidanza molto avanzata dell'attrice Zulema Gonzalez che ebbe modo di nascondere il "pancione" con l'abito da sposa;
- L'auto che Don Aurelio Sandoval regalerà a Topazio per il suo matrimonio è una Renault Fuego;
- L'hotel nel quale Gianluigi e Topazio trascorreranno la loro luna di miele (puntata n. 187) è l'Hotel Tamanaco, situato nella zona de Las Mercedes a Caracas;
- La villa dei Sandoval a Caracas, ancora oggi visibile, era di proprietà dell'allora presidente di RCTV ed è situata nella lussuosissima zona residenziale di "La Lagunita", a poca distanza dal settore di "El Hatillo", nella parte sudorientale di Caracas;
- La spiaggia dove vengono effettuate alcune riprese è situata nella zona di La Guaira, nello Stato di Vargas, a breve distanza dall'aeroporto internazionale di Maiquetia, e dove nel 1999, vi fu una tremenda alluvione con migliaia di vittime[1];
- In merito alla location della Taparita, si può ipotizzare che sia solo un luogo di fantasia; in verità, in Venezuela esiste una località denominata "Taparita", ma, contrariamente a quanto affermato spesso dagli interpreti, non si trova in Guárico, bensì nello Stato Zulia, in una zona adiacente da un lato al Mar dei Caraibi e, dall'altro, al Lago di Maracaibo (10°47′00″N 71°34′00″W), sicuramente non corrispondente alle caratteristiche naturali narrate.
- Il personaggio di Giuliano, l'amico di Topazio un po' fuori di testa, è interpretato dall'attore Carlos Cámara Jr., figlio dell'attore Carlos Cámara nonché fratello dell'attore Víctor Cámara, l'interprete del protagonista maschile;
- Durante una trasmissione andata in onda in Messico nel 2009 (circostanza confermata anche in una separata intervista concessa per il settimanale italiano Telebolero nel 2009), l'attore Víctor Cámara ha confessato di essersi davvero innamorato della sua partner Grecia Colmenares durante le riprese della telenovela, ma di non aver mai svelato i propri sentimenti alla stessa sia per via del proprio fidanzamento con la sua attuale moglie Ivette, sia a causa delle complesse vicende sentimentali che stava vivendo l'attrice, all'epoca in atto di divorziare dal collega ed attore Henry Zakka, co-protagonista maschile della telenovela nei panni di Daniele Andrade.